# عملات البنغو المجرية
عملات pengő المجرية ( المجرية: pengő érmék   كانت العملات المعدنية (البينغو) جزءًا من العملة المجرية التاريخية. في البداية، صُنعت العملات المعدنية ذات القيمة الأعلى من الفضة لتعكس قيمتها واستقرارها. لاحقًا، خلال الحرب العالمية الثانية، استُبدلت هذه العملات بالأوراق النقدية، ثم بعملات الألمنيوم. وبحلول نهاية عام 1945، فقدت عملات البينغو قيمتها تمامًا بسبب التضخم الجامح.

## سلسلة ما قبل الحرب (1926-1940)
قبل الحرب العالمية الثانية، كانت عملات الفيلر والبينغو تُصنع من البرونز (1 و2 ف)، والنيكل النحاسي (10 و20 و50 ف)، والفضة النقية عيار 640 (1 و2 و5 بنس). وكانت تُصدر عملات تذكارية من فئتي بنغو و2 و5 بنس في المناسبات السنوية بكميات كبيرة (مئات الآلاف)، وتُطرح للتداول. تميزت هذه العملات بالطراز الباروكي؛ وكان من أهم مصمميها يانوس بالينكاس، ولايوس بيران، وجوزيف ريميني.
على الرغم من أن البينغو كان يعتمد على معيار الذهب، و سنت معايير جودة العملات الذهبية (10 و20 بينغو)، لم تصدر أي عملات ذهبية للتداول بسبب الكساد الأعظم.

## سلسلة الحرب (1940-1944)
نتيجةً للحرب، سحبت الحكومة عملات بينغو الفضية (الموعد النهائي: 31 يناير 1942) لمنع الاكتناز الشخصي. استُبدلت هذه العملات بعملات ألومنيوم مصممة حديثًا. لاحقًا، سحبت عملات نحاس النيكل من فئة 10 و20 و50 فيلر أيضًا، علاوةً على ذلك، اختفت حتى عملات البرونز من فئة 1 و2 فيلر بعد فترة. في البداية، استُبدلت بعملات فولاذية، ثم - في حالة 2 فيلر - بعملات من الزنك. أعاد لاجوس بيران تصميم عملات الحرب. مع تصاعد الحرب، لم يكن أي من المعادن المذكورة أعلاه رخيصًا بما يكفي لسك العملات. كان الحل هو إصدار نقود ورقية من فئات منخفضة (انظر هنا).

## سلسلة ما بعد الحرب (1945)
في عهد حكومة ما بعد الحرب، سُكّت عملة ألمنيوم فئة 5 بينغو فقط. وبسبب التضخم الجامح، سُحبت جميع العملات من التداول بنهاية عام 1945.
| Postwar series - Regular issue | Postwar series - Regular issue | Postwar series - Regular issue | Postwar series - Regular issue | Postwar series - Regular issue | Postwar series - Regular issue | Postwar series - Regular issue | Postwar series - Regular issue | Postwar series - Regular issue             | Postwar series - Regular issue                  | Postwar series - Regular issue | Postwar series - Regular issue | Postwar series - Regular issue |
| الصورة | الصورة                         | القيمة                         | المعلمات التقنية               | المعلمات التقنية               | المعلمات التقنية               | المعلمات التقنية               | الوصف                          | الوصف                                      | الوصف                                           | Date of                        | Date of                        | Date of                        |
| وجه العملة | العكس                          | القيمة                         | القطر                          | السماكة                        | الكتلة                         | التركيب                        | الحافة                         | وجه العملة                                 | العكس                                           | السك لأول مرة                  | الإصدار                        | الانسحاب                       |
| |                                | 5 p                            | 32.0 مم                        | 2.6 مم                         | 4.5 غم                         | الومنيوم                       | مطحونة                         | شعار النبالة، القيمة، علامة السك، سنة السك | MAGYAR ÁLLAMI VÁLTÓPÉNZ"،8 مبنى البرلمان المجري | 1945                           | 1 سبتمبر 1945                  | 31 ديسمبر 1945                 |
| --- | ------------------------------ | ------------------------------ | ------------------------------ | ------------------------------ | ------------------------------ | ------------------------------ | ------------------------------ | ------------------------------------------ | ----------------------------------------------- | ------------------------------ | ------------------------------ | ------------------------------ |
| These images are to scale at 2.5 pixels per millimeter, a standard for world coins. For table standards, see the coin specification table. |                                |                                |                                |                                |                                |                                |                                |                                            |                                                 |                                |                                |                                |

مصدر:
- (بالمجرية) www.numismatics.hu
- (بالمجرية) www.penzportal.hu